# هوتهورن
هوتهورن (به آلمانی: Hutthurm) یک شهر در آلمان است که در بایرن واقع شده‌است.

## خصوصیات
هوتهورن ۳۷٫۲۰ کیلومترمربع مساحت دارد ۴۶۵ متر بالاتر از سطح دریا واقع شده‌است.